# Cantárida (medicamento)

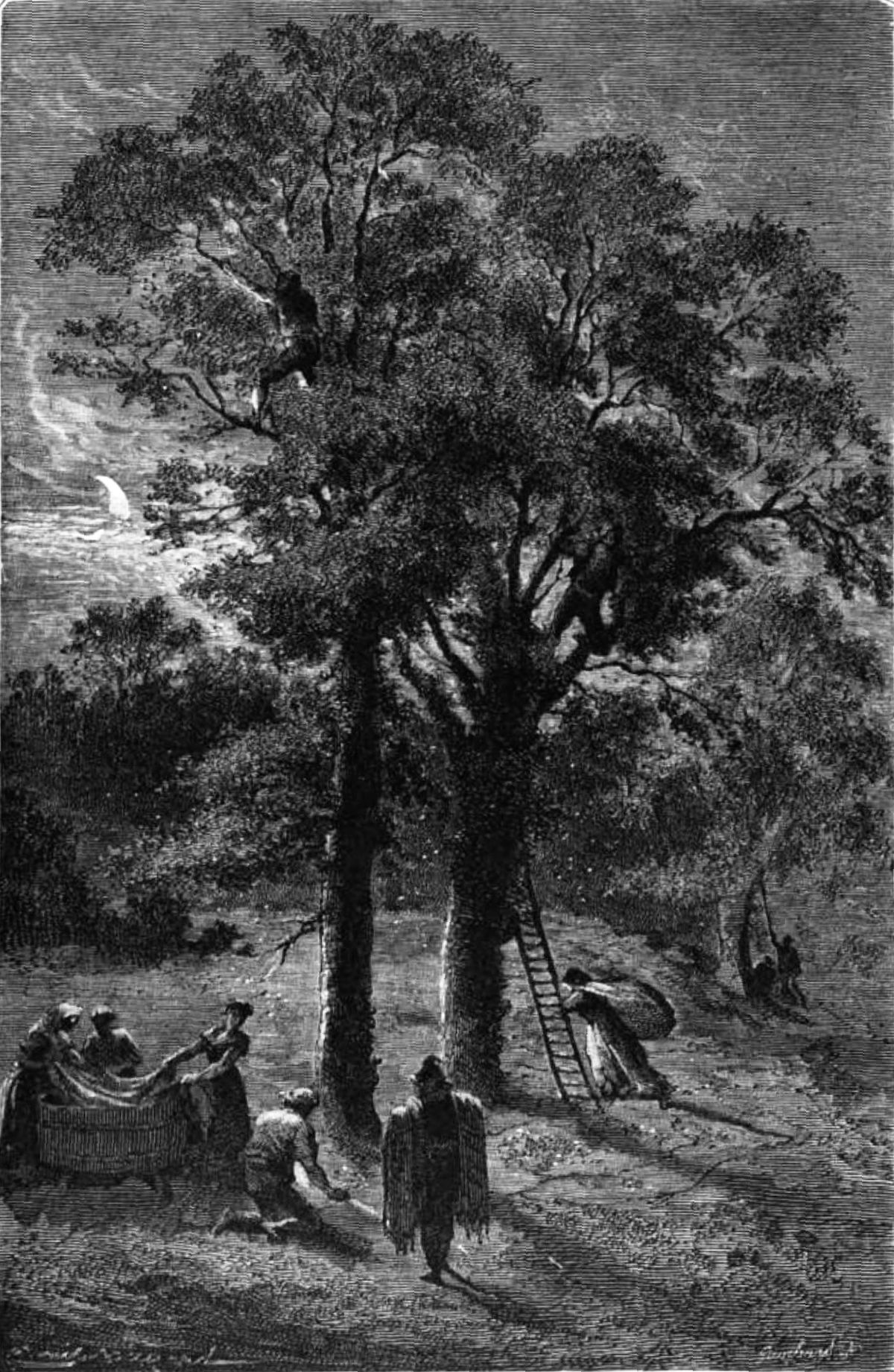
Recolha de Lytta vesicatoria para preparação de cantárida (século XIX).

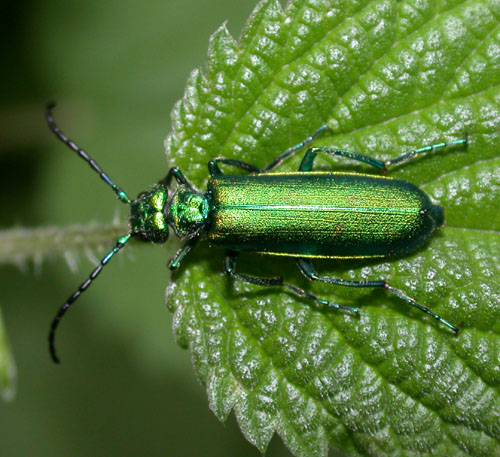
Lytta vesicatoria, o principal coleóptero utilizado na preparação de cantárida.

Cantárida (por vezes referido como Spanish fly ou mosca-espanhola) é um preparado que tem como princípio activo a cantaridina. O produto é manufacturado a partir de coleópteros da família Meloidae, em especial da espécie Lytta vesicatoria, que são recolhidos, secos ao ar e depois pulverizados. O medicamento era frequentemente utilizado na medicina tradicional europeia como vesicatório e em beberagens para fins diuréticos e afrodisíacos, havendo dele notícia desde os tempos da Grécia Antiga. Na actualidade, apesar do elevado risco de intoxicação, é utilizado como afrodisíaco, em homeopatia e para remover verrugas.

## Descrição
Existem sérios perigos de comprometimento da boa saúde associados ao uso desse produto (contendo o composto venenoso cantaridina).
Consequentemente, o consumo de medicamentos à base de cantaridina é proibido em muitos países, sendo que esse composto figura em listas de medicamentos tidos como problemáticos.